# Балчишко македоно-одринско дружество
Балчишкото македоно-одринско дружество е местно дружество на Македоно-одринската организация, в град Балчик, Княжество България.

## История
Дружеството е основано през февруари 1895 година под името Дружина „Охрид“. Пример за създаването му е варненското Дружество „Отечество“, основано от братя Никола и Петър Драгулеви и Никола Полински. Председател е Иван Наумов Димитриев от Охрид, подпредседател Христо Божилов от Балчик, касиер Н. Атанасов от Ресен, деловодител Т. Темелков и членове Щ. Милев и Ев. Стоянов също бежанци. Дружеството развива дейност в града, който е смятан за център на гърцизма в Северна България.
След основаването на Македонската организация на Първия македонски конгрес по-късно през годината, дружеството приема устав, който е идентичен с този на Македонския комитет. Дружеството участва активно в дейността на Организацията. На Втория конгрес от 3 до 16 декември 1895 година делегат е Васил Диамандиев, на Петия конгрес от 26 до 29 юли 1898 година делегат е Георги Капчев, на Шестия конгрес от 1 до 5 май 1899 година делегат е Х. Димитров, на Седмия конгрес от 30 юли до 5 август 1900 година делегат е Константин Бричевски, и на Осмия конгрес от 4 до 7 април 1901 година делегат е Благой Кирчев.
В 1899 година като клон на Охридското браство в София, в Балчик се появява благотворително братство.